# Croce Rossa francese

il simbolo della Croce Rossa

La Croce Rossa francese (Croix-Rouge française, abbreviato CRF, in lingua francese) è la società nazionale di Croce Rossa della Francia, stato dell'Europa occidentale.
Riconosciuta come associazione di interesse pubblico dal 1945 , la Croce Rossa Francese è una delle 190 società nazionali del Movimento Internazionale della Croce Rossa e della Mezzaluna Rossa . Ha più di 60.579 volontari  e 18.000 dipendenti. La sua rete è composta da 1.019 strutture locali, 108 delegazioni dipartimentali e regionali e 599 strutture sociali, medico-sociali e sanitarie, sparse in tutta la Francia, compresi i dipartimenti e territori d'oltremare . La Croce Rossa francese è inoltre presente in 27 paesi per sviluppare programmi specifici al fine di migliorare in particolare l'accesso all'acqua., insicurezza alimentare e salute delle persone vulnerabili.

## Denominazione ufficiale
- Croix-Rouge française (CRF), in francese, lingua ufficiale in Francia;
- French Red Cross, in lingua inglese, denominazione utilizzata internazionalmente presso la Federazione;